# Pare, Escute, Olhe
Pare, Escute, Olhe é um documentário português de 2009, realizado e editado por Jorge Pelicano, produzido por Paulo Trancoso e com banda sonora original de Manuel Faria, Frankie Chavez e Francisco Faria. A longa-metragem retrata a história de abandono, negligência e decadência da região do Vale do Tua, sendo protagonizada pelos seus habitantes idosos, como o ex-ferroviário Abílio Ovilheiro, e representantes de associações ativistas, como Pedro Felgar Couteiro.
O filme foi apresentado no DocLisboa, a 24 de outubro de 2009, onde recebeu os prémios para melhor filme e melhor montagem. Após a estreia em contexto de festival, em Portugal, Pare, Escute, Olhe foi lançado comercialmente nos cinemas a 8 de abril de 2010.

## Sinopse
O documentário inicia com uma contextualização da história da centenária Linha ferroviária do Tua, ao longo do Rio Tua. RRecorre a imagens de arquivo de presidentes portugueses (Mário Soares e Aníbal Cavaco Silva) cujas declarações enaltecem a importância do percurso ferroviário percurso para aquela zona estruturalmente fragilizada. Várias promessas de responsáveis políticos, ao longo da década de 80, revelaram-se sucessivamente traídas. Em dezembro de 1991, uma decisão política leva ao encerramento do troço entre Bragança e Mirandela, metade da linha. A circulação ferroviária ficou reduzida a uma composição de metro ligeiro.
No ano de 2009, a rota que ainda resta, considerada uma das três mais bonitas da Europa, encontra-se ameaçada por um polémico projeto da Barragem de Foz-Tua que a submergirá. Nesse momento, debate-se o progresso representado pela construção da barragem versus o património identitário e potencial turístico da ferrovia. A barragem promete fornecer energia limpa, mas muitos especialistas argumentam que a opção mais sensata seria apostar em programas de redução do consumo de energia no país. Pare, Escute, Olhe mostra o exemplo suíço de preservação dos caminhos de ferro de via estreita.
O filme faz registos contemporâneos que documentam os dois troços da linha: o que ainda funciona e o que está abandonado. A decisão política interrompeu o desenvolvimento económico e acentuou consideravelmente as assimetrias entre o litoral e o interior de Portugal. Na região transmontana desertificada, praticamente apenas os mais velhos resistem. Com base em retratos dos moradores locais e encontros com outros cidadãos politicamente envolvidos, o filme retrata relações sociais, económicas e ecológicas. A falta de emprego e o boicote à prática da agricultura leva os jovens a optar pela emigração. O povo sente-se isolado e vitimizado, no único distrito do país sem troço de auto-estrada.

## Intervenientes
Sem ter um personagem principal, o documentário acompanha utilizadores assíduos da linha do comboio, um ativista defensor da linha, um escritor transmontano, um ex-ferroviário que vive numa estação ativa, bem como agentes políticos. Intervenientes como Mário Soares e agentes de informação surgem em imagens de arquivo selecionadas.
- Abílio Ovilheiro[8]
- Adelina Nascimento
- Agostinho Lopes
- Alzira Batista
- Ângela Ribeiro
- António Mexia[9]
- Bento Rodrigues
- Berta do Céu Cruz
- Cândida Matias
- Cavaco Silva[10]
- Célia Quintas
- Cidália Ovilheiro
- Clara de Sousa
- Daniel Conde
- Elizabete Teixeira
- Fernanda Cruz
- Francisco Madeira Lopes
- Helena Pinto
- Herculano Coelho
- Javier Martínez Gil
- João Joanaz de Melo
- Joaquina Sá
- Jerónimo Alves
- José Sócrates[11]
- José Rodrigues dos Santos
- Judite de Sousa
- Lucas Servo
- Luísa Apolónia
- Madalena Salsas
- Margarete Castanheira
- Maria Amaral
- Mário Soares
- Mota Andrade
- Pedro Felgar Couteiro (COAGRET: Coordenadora de Afectados pelas Grandes Barragens e Transvases – Secção Portuguesa)[12]
- Rodrigo Guedes de Carvalho
- Zélia Alves

## Equipa técnica
- Realização e cinematografia: Jorge Pelicano[13]
- Assistente de realização: Rosa Teixeira Silva
- Argumento: Jorge Pelicano e Rosa Teixeira Silva
- Produtor: Paulo Trancoso
- Assistente de produção: João Pelicano
- Captação de ambientes: Filipe Tavares e Joaquim Pinto
- Montagem: Jorge Pelicano
- Música original: Manuel Faria, Frankie Chavez e Francisco Faria
- Mistura de som: Toni Lourenço

## Produção
Pare, Escute, Olhe é uma longa-metragem documental de 2009 de Portugal, falada em português (com trechos em castelhano), com a produção da Costa do Castelo Filmes e SIC Televisão, que contou com o investimento do Fundo de Investimento para o Cinema e o Audiovisual.

### Desenvolvimento
O projeto de Pare, Escute, Olhe começou a ser desenvolvido como prolongamento de Ainda Há Pastores?, uma vez que o realizador pretendia, segundo as suas palavras, "continuar a falar do interior, da ruralidade e do despovoamento, e aprofundar particularmente o tema do despovoamento que é dos principais problemas do nosso país".
Ao pesquisar acerca da região de Trás-os-Montes, Pelicano e a sua colaboradora, Rosa Teixeira Silva, focaram-se na linha de caminho de ferro do Tua para a utilizar como metáfora para a desertificação do interior do país. Neste processo, que formou a estrutura final do documentário, encontraram duas comunidades: a comunidade do troço desativado que está isolada e abandonada, por um lado, e por outro, a comunidade do troço ativo, que depende da linha para tarefas essenciais desde compras a idas ao médico. Com este foco, o realizador pretendeu fazer "um documentário de pessoas, as pessoas que ainda vivem na região e lá resistem".

### Rodagem

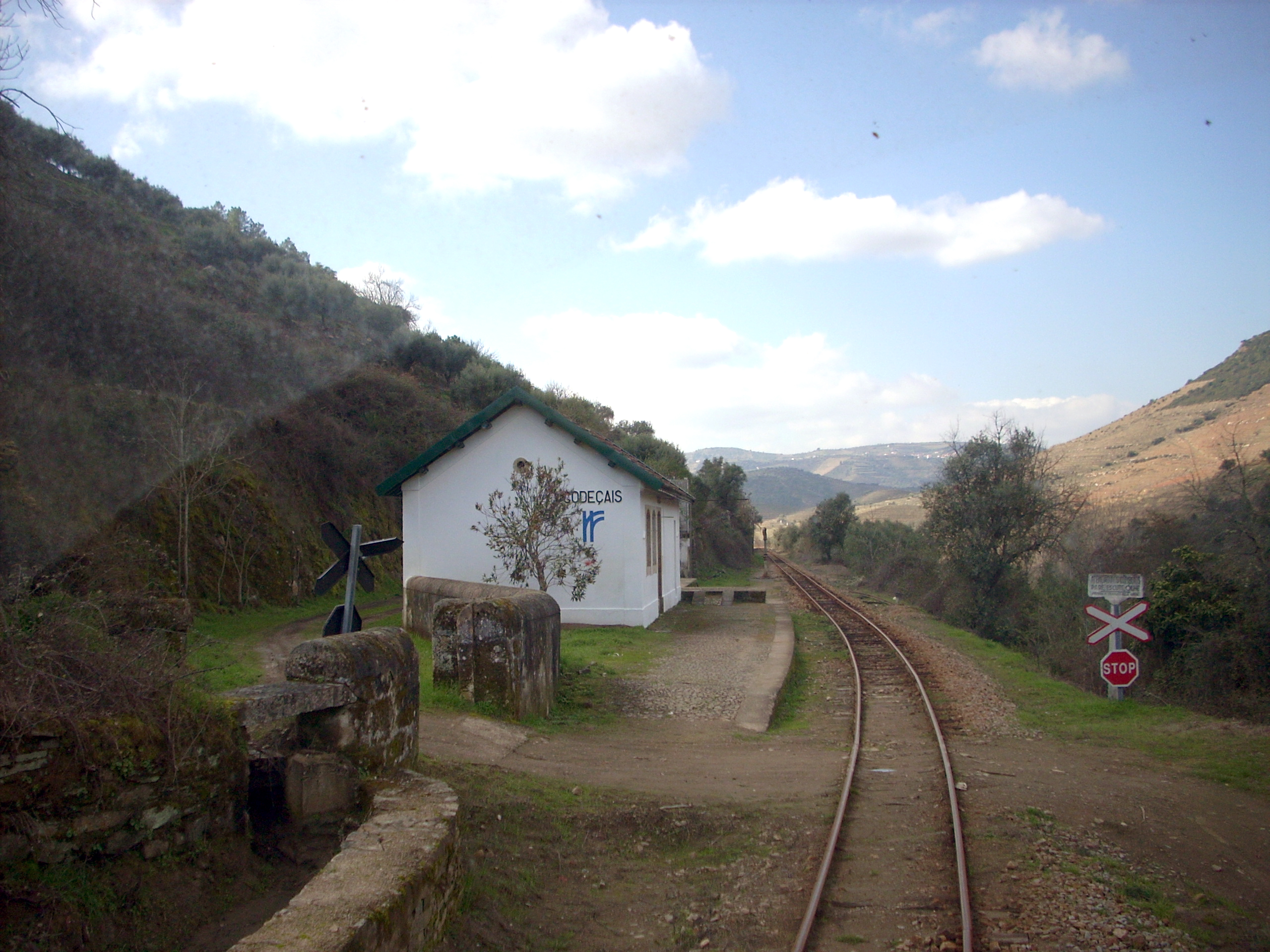
Apeadeiro de Codeçais na Linha do Tua, um dos locais retratados no filme.

As filmagens do documentário decorreram durante  dois anos, tendo iniciado em 2007 e concluído em 2009. Ao longo deste período a degradação da linha foi-se tornando evidente, tendo despoletado uma sucessão de quatro acidentes, como o acidente ferroviário de Castanheiro, a 12 de fevereiro de 2007, e o de Brunheda, a 22 de agosto de 2008. A equipa do documentário acompanhou as reações de habitantes e agentes políticos que se seguiram e filmou a automotora destroçada após o último descarrilamento citado, a cerca de um quilómetro de distância do Apeadeiro de Brunheda.
Maior parte da ação desenrola-se em Trás-os-Montes, mas foram efetuadas gravações também em Lisboa, enquanto centro de decisões do poder central. Pelicano fez questão de filmar os políticos a exercer o seu poder executivo, como na cena em que José Sócrates diz a António Mexia no local da barragem do Tua "só falta ali cimento". A equipa gravou também na Suíça, retratada como um bom exemplo de rentabilização das vias-férreas para o turismo e ao serviço dos habitantes.

### Livro
A equipa do documentário acompanhou também o fotojornalista Leonel de Castro e o jornalista Jorge Laiginhas enquanto percorriam a pé e de comboio as aldeias abandonadas da região transmontana, com o objetivo de completar um registo fotográfico exaustivo motivado pelo anúncio da construção da barragem do Tua. O seu trabalho resultou num livro de fotografia, editado pela Livraria Civilização, também intitulado Pare, Escute, Olhe. Para além de terem captado a imagem de cartaz do filme de Jorge Pelicano, as fotografias do livro captam a paisagem, os habitantes, a vida das gentes da região e a preponderância dos carris e do comboio nas localidades. Laiginhas descreveu a obra como "um ato de justiça, porque Trás-os-Montes tem dado muito mais ao país centralista de Lisboa do que o país tem dado a Trás-os-Montes".

## Temas
Pare, Escute, Olhe assume-se como um documentário político com um tom combativo e um ponto de vista crítico das decisões de privatização da ferrovia e a sua consequência direta de abandono das linhas não rentáveis, independentemente do serviço público que prestam. A obra foi lançada com o objetivo do realizador de "pôr o tema do Tua na ordem do dia". Deste modo, Pare, Escute, Olhe mostra a realidade da linha no final dos anos 2000 em contraste com as garantias de preservação da mesma, que haviam sido feitas pelos responsáveis políticos do PS e PSD. Pelicano sintetiza o argumentário político pró-desativação da linha: "Diziam que a linha não dá lucro e eu demonstro porquê: os horários são desadequados e os investimentos cada vez menores. Há 50 anos era muito mais rápido viajar no comboio do Tua do que é agora. Isso é sintomático do esquecimento para com aquela linha, mas também para com Trás-os-Montes. E o filme também mostra uma sociedade em que tudo depende das leis de mercado". Algo considerado raro no documentarismo português, em Pare, Escute, Olhe, esses agentes políticos são nomeados diretamente, uma opção que Jorge Pelicano justificou do seguinte modo: "Eu quis ter os políticos na tela porque eles nunca aparecem e era importante esse efeito-surpresa. É importante debater as questões da atualidade dentro das salas de cinema e não só na televisão". Para além do tema da manutenção da Linha do Tua, a obra acompanha o anúncio da construção da barragem, e o debate que o mesmo despoletou.
Apesar de não ter protagonistas o filme apresenta figuras que servem de fio condutor, como a do ex-ferroviário Abílio Ovilheiro, e o representante de associação ativista COAGRET, Pedro Felgar Couteiro. Estes agentes narrativos colocam o filme sempre no ponto de vista das populações rurais, tal como concretizado por Pelicano em Ainda Há Pastores?. Deste modo, Pare, Escute, Olhe aborda temas como a identidade transmontana, a imigração, o despovoamento do interior e a desertificação.

## Distribuição

### Lançamento
Pare, Escute, Olhe foi selecionado para a secção de competição nacional da edição de 2009 do DocLisboa: VII Festival Internacional de Cinema Documental de Lisboa, onde estreou a 24 de outubro. No dia 14 de novembro do mesmo ano, o filme foi apresentado aos seus intervenientes, em Mirandela. O lançamento comercial do filme nas salas de Cinema Lusomundo iniciou-se no dia 8 de abril de 2010. Paralelamente, foi apresentado o livro de mesmo nome, de Leonel de Castro e Jorge Laiginhas, bem como inaugurada uma exposição de fotografia. Para além destes eventos, o documentário associou-se e divulgou o blog savetua.blogspot.com, gerido por associações de defesa do património cultural do Vale do Tua.
Em janeiro de 2011, a Costa do Castelo Filmes lançou o filme em DVD, numa edição dupla. Em televisão, a estreia de Pare, Escute, Olhe ocorreu na SIC Notícias, na sexta-feira 22 de abril de 2011, no horário das 23h.

### Festivais
O filme foi selecionado para vários festivais europeus, para além do DocLisboa onde estreou. Destacam-se os seguintes:
- XV Festival Internacional de Cinema Ambiente de Seia (Portugal, 2010).
- European Documentary Festival (Reino Unido, 2010).
- 7º Festival de Cinema Português e Espanhol (Espanha, abril de 2010).[4]
- 5º  Festival Internacional de Cinema Documental do México, secção competitiva de documentários ibero-americanos (México, outubro de 2010).[28]
- 13º Festival 1001 Documentário (Turquia, outubro de 2010).[29]
- 59º Trento Film Festival (Itália, 2011).[30]

## Receção

### Audiência
Aquando a sua estreia no DocLisboa, o filme encheu a capacidade de 618 lugares do Grande Auditório da Culturgest. Após a sua estreia comercial e até ao final do ano de 2010, 3.957 espetadores haviam visto a longa-metragem nas salas de cinema portuguesas. Em 2011, a transmissão de Pare, Escute, Olhe na SIC Notícias foi acompanhada por cerca de 480 mil espetadores.

### Crítica
Pare, Escute, Olhe não teve uma receção consensual no seio da crítica de cinema portuguesa. No DocLisboa gerou a polémica entre os que consideravam que o festival de cinema estaria a ser contaminado por produtos televisivos e os defensores da obra, que enalteciam a sua capacidade de comunicar com o público. Na Ípsilon, Luís Miguel Oliveira demonstra pertencer ao primeiro grupo, frisando que não se pode confundir a reportagem televisiva com o documentário cinematográfico. Mário Jorge Torres, na mesma publicação, considera que a abordagem televisiva da obra se torna incómoda e artificiosa pelo "modo como Pelicano recorre a uma montagem quase demagógica a fim de levar a 'água ao seu moinho'". João Lopes (Diário de Notícias) atribui 2 estrelas (em 5 ) ao filme.
No polo oposto, Eurico de Barros, no Jornal de Notícias, revela-se um dos defensores da abordagem da obra. Considera que o documentário faz um verdadeiro serviço nacional, pelo modo com assume o seu teor "político mas apartidário, de intervenção mas não propagandístico". Ana Margarida de Carvalho (Visão) elogia o sentido pormenorizado, de humor e cinemático da obra, no seu retrato "de um Portugal 'aprodundado' por políticas desastradas de (des)ordenamento do território".

### Premiações
O documentário de Jorge Pelicano foi distinguido nos vários festivais para o qual foi selecionado, destacando-se o Prémio Cittá di Bolzano, cuja atribuição foi justificada pelo júri do Festival de Trento do seguinte modo: "Este documentário mostra o que acontece ao povo quando o sistema político é mais influenciado pelos interesses privados do que os interesses de uma comunidade. É um grande exemplo de cinema interventivo que nos deixa a pensar".
| Ano  | Premiação                            | Categoria                                                             | Trabalho                           | Resultado | Ref.   |
| ---- | ------------------------------------ | --------------------------------------------------------------------- | ---------------------------------- | --------- | ------ |
| 2009 | DocLisboa                            | Prémio IPJ Escolas para o melhor filme da Competição Portuguesa       | Pare, Escute, Olhe, Paulo Trancoso | Venceu    | [ 39 ] |
| 2009 | DocLisboa                            | Prémio AVID para melhor montagem                                      | Jorge Pelicano                     | Venceu    | [ 39 ] |
| 2009 | CineEco                              | Grande prémio do ambiente                                             | Pare, Escute, Olhe, Paulo Trancoso | Venceu    | [ 39 ] |
| 2009 | CineEco                              | Grande prémio da lusofonia                                            | Pare, Escute, Olhe, Paulo Trancoso | Venceu    | [ 39 ] |
| 2009 | CineEco                              | Prémio especial da juventude                                          | Pare, Escute, Olhe, Paulo Trancoso | Venceu    | [ 39 ] |
| 2010 | Coimbra Caminhos do Cinema Português | Melhor documentário                                                   | Pare, Escute, Olhe, Paulo Trancoso | Venceu    |        |
| 2011 | Trento Film Festival                 | Prémio Cittá di Bolzano, para o Melhor filme de exploração e aventura | Pare, Escute, Olhe, Paulo Trancoso | Venceu    | [ 40 ] |